# SV 96
SV 96 là chương trình SV đầu tiên được tổ chức và phát sóng trên VTV3, cũng là gameshow đầu tiên của VTV3 nói riêng và Đài Truyền hình Việt Nam (VTV) nói chung. SV 96 ra đời được công chúng đón nhận và trở thành kỷ niệm đáng nhớ của các thế hệ sinh viên Việt Nam sinh năm 1973 đến 1978 và khán giả Việt Nam nửa cuối thập kỷ 90 nói chung. Cuộc thi đã diễn ra với 27 trận đấu được phát sóng thứ 7 hàng tuần với 41 trường đại học toàn quốc tham gia. Nhà vô địch SV 96 là Đại học Thủy lợi khi giành chiến thắng trong đêm chung kết toàn quốc ngày 31 tháng 12 năm 1996.

## Bối cảnh
SV 96 ra đời trong hoàn cảnh tình hình thế giới khoảng giữa những năm 90 của thế kỷ 20 là giai đoạn các phong trào sinh viên phát triển rất mạnh ở các nước như Trung Quốc, Hàn Quốc. Nhà báo Lại Văn Sâm chia sẻ: "Khi chúng tôi ra mắt kênh VTV3 vào năm 1996, đối tượng đầu tiên chúng tôi hướng đến đó là thanh niên. Và trong thanh niên thì đối tượng chính, nòng cốt là các bạn sinh viên. Chính vì thế, chúng tôi hướng chương trình của mình tới các bạn ấy, đồng thời cố gắng khơi dậy tinh thần tuổi trẻ, lòng nhiệt huyết ở các bạn".
"Tôi cũng từng là sinh viên, tôi biết đấy là một lực lượng gọi là tài nguyên vô tận để mình khai thác – từ trí tuệ đến sự hài hước, nghịch ngợm, trong sáng, ngây thơ… Và tất cả những điều ấy nó rất phù hợp với một kênh giải trí đang cần. Tôi đã dựa trên chương trình của Nga để viết ra SV cho phù hợp với Việt Nam", ông nói. 

## Sản xuất
Lúc mới thành lập kênh VTV3, do thiếu chương trình để phát, Lại Văn Sâm được giao nhiệm vụ phải dẫn dắt SV 96 với thời lượng 3 tiếng đồng hồ. Để đảm bảo độ hấp dẫn, thú vị trong một khoảng thời gian dài như vậy, ông cho biết đây là một nhiệm vụ bất khả thi: "...nếu cố gắng lắm cũng chỉ có thể kéo dài được 2 tiếng. Cuối cùng các chương trình chỉ kéo dài được khoảng 100 phút". "Tôi còn nhớ riêng trận chung kết SV 96 chúng tôi làm từ 8 giờ tối đến 12 giờ đêm, kéo dài 4 tiếng đồng hồ. Và đó cũng là chương trình truyền hình trực tiếp đầu tiên của VTV", nhà báo Lại Văn Sâm chia sẻ thêm.
Ngoài khó khăn về thời lượng, SV 96 còn gặp phải những khó khăn khác như chi phí đầu tư hay tìm địa điểm thực hiện chương trình. Mỗi số của SV 96 chỉ có đúng 10 triệu đồng chi phí sản xuất, trong đó tiền thuê địa điểm, âm thanh, ánh sáng hết 3 triệu, giải thưởng cho các đội hết 3 triệu.
| “             | Mỗi một cuộc SV chúng tôi tổ chức chỉ phát khoảng vài nghìn vé nhưng thực tế lượng người đến xem lúc nào cũng 5, 6 nghìn người, thậm chí có nơi lên đến hàng chục nghìn. Tôi còn nhớ, trận đấu SV đầu tiên được tổ chức tại nhà văn hóa Từ Liêm, toàn bộ ghế bị dẫm đạp gãy hết và lần đầu tiên Đài THVN phải đền bù hết 47 triệu đồng. Đó là một số tiền vô cùng lớn lúc bấy giờ. | ” |
| — Lại Văn Sâm | |   |

## Danh sách đội tham dự
| 1. Đại học Bách khoa Hà Nội 2. Đại học Xây dựng 3. Đại học Kinh tế Quốc dân 4. Nhạc viện Hà Nội 5. Đại học Thái Nguyên 6. Viện Đại học Mở Hà Nội 7. Đại học Khoa học tự nhiên 8. Đại học Y khoa Hà Nội 9. Đại học Tài chính kế toán 10. Đại học Văn hóa Hà Nội 11. Đại học Thủy Lợi 12. Đại học Khoa học Xã hội & Nhân văn 13. Đại học Nông nghiệp 1 Hà Nội 14. Đại học Luật Hà Nội 15. Đại học Sân khấu và Điện ảnh 16. Đại học dân lập Thăng Long 17. Đại học Công đoàn 18. Đại học Mỹ thuật Hà Nội 19. Đại học Hàng hải Việt Nam 20. Đại học Mỏ Địa Chất 21. Đại học Dược Hà Nội 22. Đại học Hồng Đức 23. Đại học Thương mại 24. Đại học Sư phạm Hà Nội | 1. Đại học Đà Nẵng 2. Đại học Huế 3. Đại học Thủy sản Nha Trang 4. Đại học Tây Nguyên 5. Đại học Sư phạm Quy Nhơn 1. Đại học Kiến trúc TP.HCM 2. Đại học Sư phạm Kỹ thuật 3. Trung tâm Đào tạo Bồi dưỡng Cán bộ Y tế TP.HCM 4. Đại học Ngoại ngữ Tin học 5. Đại học Ngoại thương TP.HCM 6. Đại học Mỹ thuật TP.HCM 7. Đại học Kinh tế TP.HCM 8. Đại học Y dược TP.HCM 9. Đại học Mở Thành phố Hồ Chí Minh 10. Học viện Hàng không Việt Nam 11. Đại học Bách khoa TP.HCM 12. Đại học dân lập Văn Lang |

## Kết quả thi đấu
41 trường đại học trên toàn quốc đươc chia thành 3 khu vực: miền Bắc với 24 đội thi đấu 4 vòng chọn ra 2 đội vào chung kết toàn quốc; miền Nam với 12 đội thi đấu 3 vòng và miền Trung với 5 đội thi đấu 2 vòng, mỗi khu vực chọn 1 đội vào chung kết toàn quốc. Tổng cộng có 27 trận đấu cho cả mùa (bao gồm trận chung kết toàn quốc).

### Vòng 1
| Trận | Khu vực    | Trường tham gia                                                                     | Đội lọt vào vòng trong                              | Ghi chú |
| ---- | ---------- | ----------------------------------------------------------------------------------- | --------------------------------------------------- | ------- |
| 01   | Miền Bắc   | Đại học Xây dựng Hà Nội Đại học Kinh tế Quốc dân Đại học Bách khoa Hà Nội           | Đại học Xây dựng Hà Nội Đại học Bách khoa Hà Nội    |         |
| 02   | Miền Bắc   | Đại học Khoa học tự nhiên Đại học Y khoa Hà Nội Đại học Tài chính kế toán           | Đại học Khoa học tự nhiên                           |         |
| 03   | Miền Bắc   | Đại học Hàng Hải Hải Phòng Đại học Mỹ thuật Hà Nội Đại học Mỏ Địa Chất              | Đại học Hàng Hải Hải Phòng Đại học Mỏ Địa Chất      |         |
| 04   | Miền Bắc   | Đại học Dược Hà Nội Đại học Văn hóa Hà Nội Đại học Hồng Đức                         | Đại học Văn hóa Hà Nội                              |         |
| 05   | Miền Bắc   | Đại học Thủy Lợi Đại học Sân khấu và Điện ảnh Đại học Khoa học Xã hội & Nhân văn    | Đại học Thủy Lợi Đại học Khoa học Xã hội & Nhân văn |         |
| 06   | Miền Bắc   | Đại học Thương mại Đại học Sư phạm Hà Nội Đại học Luật Hà Nội                       | Đại học Luật Hà Nội                                 |         |
| 07   | Miền Bắc   | Đại học Nông nghiệp 1 Đại học Công đoàn Đại học dân lập Thăng Long                  | Đại học Nông nghiệp 1 Đại học dân lập Thăng Long    |         |
| 08   | Miền Bắc   | Nhạc viện Hà Nội Đại học Thái Nguyên Viện Đại học Mở Hà Nội                         | Đại học Thái Nguyên                                 |         |
| 09   | Miền Trung | Đại học Đà Nẵng Đại học Huế Đại học Sư phạm Quy Nhơn                                | Đại học Đà Nẵng                                     |         |
| 10   | Miền Trung | Đại học Thủy sản Nha Trang Đại học Tây Nguyên                                       | Đại học Thủy sản Nha Trang Đại học Tây Nguyên       |         |
| 11   | Miền Nam   | Đại học Kiến trúc TPHCM ĐH Sư phạm kỹ thuật Trung tâm ĐT BD Cán bộ Y tế TP HCM      | Đại học Kiến trúc TPHCM ĐH Sư phạm kỹ thuật         |         |
| 12   | Miền Nam   | Đại học Ngoại thương TPHCM Đại học Kinh tế TPHCM Đại học Y dược TPHCM               | Đại học Kinh tế TPHCM                               |         |
| 13   | Miền Nam   | Đại học dân lập Văn Lang Đại học Ngoại ngữ tin học Đại học Mở Thành phố Hồ Chí Minh | Đại học dân lập Văn Lang Đại học Ngoại ngữ tin học  |         |
| 14   | Miền Nam   | Đại học Bách Khoa Tp HCM Đại học Mỹ thuật Tp HCM Học viện Hàng không Việt Nam       | Đại học Mỹ thuật Tp HCM                             |         |

### Vòng 2
| Trận | Khu vực    | Trường tham gia                                                                   | Đội lọt vào vòng trong                         | Ghi chú |
| ---- | ---------- | --------------------------------------------------------------------------------- | ---------------------------------------------- | ------- |
| 15   | Miền Bắc   | Đại học Xây dựng Hà Nội Đại học Văn hóa Hà Nội Đại học Mỏ Địa Chất                | Đại học Xây dựng Hà Nội Đại học Văn hóa Hà Nội |         |
| 16   | Miền Bắc   | Đại học Thái Nguyên Đại học Khoa học Xã hội & Nhân văn Đại học Hàng Hải Hải Phòng | Đại học Thái Nguyên                            |         |
| 17   | Miền Bắc   | Đại học Thủy Lợi Đại học dân lập Thăng Long Đại học Khoa học tự nhiên             | Đại học Thủy Lợi Đại học dân lập Thăng Long    |         |
| 18   | Miền Bắc   | Đại học Bách khoa Hà Nội Đại học Nông nghiệp Hà Nội Đại học Luật Hà Nội           | Đại học Bách khoa Hà Nội                       |         |
| 19   | Miền Trung | Đại học Đà Nẵng Đại học Tây Nguyên Đại học Thủy sản Nha Trang (bỏ cuộc)           | Đại học Đà Nẵng                                |         |
| 20   | Miền Nam   | Đại học Kiến trúc TPHCM Đại học Kinh tế TPHCM Đại học dân lập Văn Lang            | Đại học Kiến trúc TPHCM                        |         |
| 21   | Miền Nam   | Đại học Ngoại thương TPHCM Đại học Kinh tế TPHCM Đại học Y dược TPHCM             | Đại học Kinh tế TPHCM                          |         |
| 22   | Miền Nam   | Đại học Mỹ thuật Tp HCM Đại học Ngoại ngữ tin học ĐH Sư phạm kỹ thuật             | Đại học Mỹ thuật Tp HCM                        |         |

### Vòng 3
| Trận | Khu vực  | Trường tham gia                                                            | Đội lọt vào vòng trong                             | Ghi chú |
| ---- | -------- | -------------------------------------------------------------------------- | -------------------------------------------------- | ------- |
| 23   | Miền Bắc | Đại học Thủy Lợi Đại học Xây Dựng Hà Nội Đại học Thái Nguyên               | Đại học Thủy Lợi Đại học Xây Dựng Hà Nội (bỏ cuộc) |         |
| 24   | Miền Bắc | Đại học Bách Khoa Hà Nội Đại học dân lập Thăng Long Đại học Văn Hóa Hà Nội | Đại học Văn Hóa Hà Nội Đại học dân lập Thăng Long  |         |
| 25   | Miền Nam | Đại học Kiến trúc TPHCM Đại học Kinh tế TPHCM Đại học Mỹ thuật TPHCM       | Đại học Kiến trúc TPHCM                            |         |

### Vòng 4
| Trận | Khu vực  | Trường tham gia                                                    | Đội lọt vào vòng trong                      | Ghi chú |
| ---- | -------- | ------------------------------------------------------------------ | ------------------------------------------- | ------- |
| 26   | Miền Bắc | Đại học Thủy Lợi Đại học dân lập Thăng Long Đại học Văn Hóa Hà Nội | Đại học Thủy Lợi Đại học dân lập Thăng Long |         |

### Chung kết toàn quốc
| Phát sóng trực tiếp  | Chủ đề | Trường tham gia                                                                                            | Đội thắng cuộc          |
| -------------------- | ------ | --- | ----------------------- |
| 31 tháng 12 năm 1996 |        | Đại học Kiến trúc Thành phố Hồ Chí Minh Đại học Thủy lợi Hà Nội Đại học Dân lập Thăng Long Đại học Đà Nẵng | Đại học Thủy lợi Hà Nội |